# 歇浦路駅
座標: 北緯31度15分5.04秒 東経121度32分45.35秒 / 北緯31.2514000度 東経121.5459306度
歇浦路駅（けつほろえき）は中華人民共和国上海市浦東新区洋涇街道、浦東大道と夢山路の交差点にある、上海軌道交通14号線の駅。

## 駅構造
島式ホーム1面2線の地下駅で、出口は3箇所ある。

## 駅出口
- 1号出口 - 浦東大道、夢山路
- 2号出口 - 浦東大道、夢山路
- 4号出口 - 浦東大道、夢山路、歇浦路

## 隣の駅
上海地下鉄
 14号線
昌邑路駅 - 歇浦路駅 - 雲山路駅